# High-King
High-King (ハイ- キング, Hai-Kingu), est un groupe de J-pop du Hello! Project.

## Présentation
Le groupe est créé en 2008 au Japon à titre temporaire pour promouvoir dans les médias la comédie musicale Cinderella the Musical, collaboration entre le groupe musical Morning Musume et la troupe théâtrale de la Revue Takarazuka. Après un unique single en promotion du spectacle sorti en 2008, C\C (Cinderella\Complex), le groupe enregistre encore deux titres l'année suivante pour deux compilations du Hello! Project. Il apparait encore les années suivantes lors des concerts communs du H!P. Deux des membres, Ai Takahashi et Yūka Maeda, quittent le H!P et le groupe fin 2011. Puis la membre Tanaka Reina quitte le groupe en Mai 2013.

## Membres
2008-2011
- Ai Takahashi (de Morning Musume)
- Reina Tanaka (de Morning Musume)
- Saki Shimizu (de Berryz Kobo)
- Maimi Yajima (de °C-ute)
- Yūka Maeda (du Hello Pro Egg, puis de Shugo Chara Egg! et S/Mileage)

2012
- Reina Tanaka
- Saki Shimizu
- Maimi Yajima

2013
- Maimi Yajima
- Saki Shimizu

## Discographie
Single
- 11 juin 2008 : C\C (Cinderella\Complex)

Autres titres
- 2009-07-15 : Diamond, sur l'album Chanpuru 1 ~Happy Marriage Song Cover Shū~
- 2009-11-05 : Destiny Love, sur l'album Petit Best 10